# Bolshesidorovskoye
Bolshesidorovskoye (del ruso: Большесидоровское) es un pueblo (selo) del raión de Krasnogvardéiskoye en la república de Adiguesia de Rusia. Está situado 23.4 km al sudeste de Krasnogvardéiskoye y 54 km al norte de Maikop, la capital de la república. Tenía 1 499 habitantes en 2010
Es centro administrativo del municipio homónimo, al que pertenece asimismo Dzhambechi.

## Historia
El pueblo fue fundado en 1881. En 1910, el mayor terrateniente de la granja fue I.P. Sidorov, de quien probablemente se llamó la granja. Antes de la revolución, Bolshesidorovskoye era una granja de Sidorov, pero después de que la granja de Popovsky fue renombrada como Maly Sidorov, la aldea también fue renombrada y recibió su nombre actual.